# Submarino de misiles balísticos

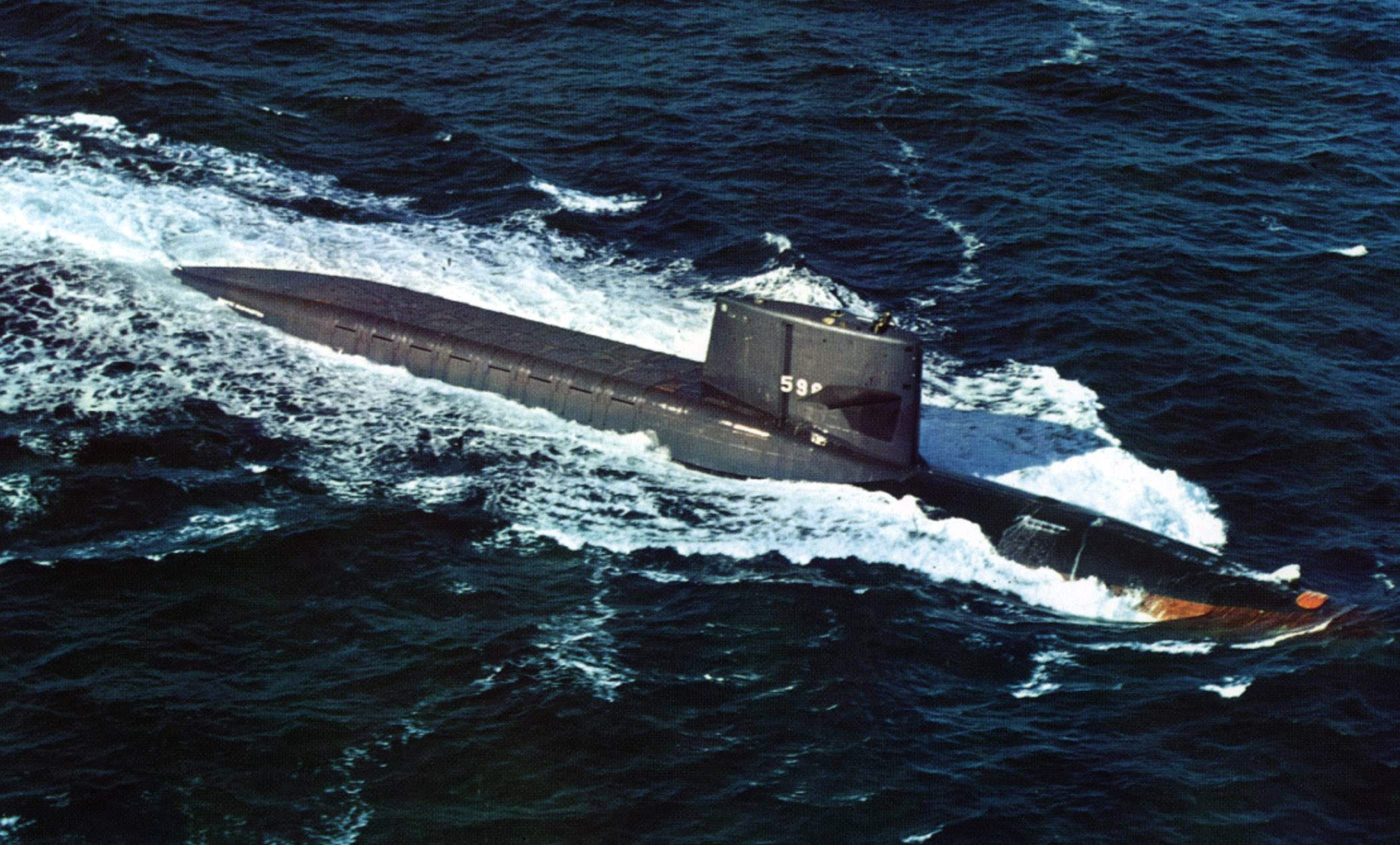
La clase George Washington fue la primera clase de submarinos Fleet Ballistic Missile (SSBN) de la Marina de los EE. UU. El George Washington fue el primer activo de disuasión estratégica multimisiles operacional de propulsión nuclear desplegado por cualquier armada.

Un submarino estratégico o submarino de misiles balísticos es un submarino diseñado para transportar y lanzar misiles balísticos intercontinentales para submarinos (SLBM) con ojivas termonucleares (como el misil Bulavá ruso o el Trident II estadounidense).
Los primeros submarinos estratégicos tenían que estar en superficie para poder realizar el lanzamiento de los misiles (algo muy arriesgado en nuestros días), en cambio, actualmente pueden lanzar los misiles mientras están sumergidos a una profundidad menor de 50 metros. Existen múltiples diferencias entre los submarinos de misiles balísticos y los submarinos de ataque o los submarinos de misiles de crucero. 

Mapa que muestra los operadores de submarinos (verde) y los operadores de submarinos de misiles balísticos (naranja).

Los misiles balísticos de alcance medio (MRBM) tenían que ser instalados en los territorios de países aliados, para poder llegar al objetivo designado en caso de un conflicto entre la Unión Soviética y Estados Unidos, lo que provocó varios problemas en el pasado como la Crisis de los misiles de Cuba por alterar el balance estratégico de armas nucleares, pero la nueva tecnología de misiles reduce su tamaño, permite instalar misiles en tubos de lanzamiento vertical de misiles Sistema de lanzamiento vertical (VLS) en el interior del casco del submarino, una compuerta se abre como una escotilla oculta en la parte superior del submarino, el misil es expulsado del silo lanzador con aire comprimido, salta sobre el agua y enciende el motor de combustible sólido en pocos segundos, en submarinos nucleares que se mantienen en misiones de patrulla sobre aguas internacionales y bajo el hielo del Polo Norte, evitando la instalación de misiles en los territorios de otros países.
Mientras que los submarinos de ataque están especializados en neutralizar otros navíos, como submarinos enemigos y barcos mercantes, y los submarinos con misiles de crucero que se pueden lanzar desde los tubos lanza torpedos, están diseñados para neutralizar grandes barcos de guerra y objetivos tácticos en tierra, la misión principal de un submarino estratégico es la disuasión nuclear especialmente por su capacidad para realizar un segundo ataque nuclear. De esta forma un submarino estratégico está diseñado para ser indetectable y permanecer oculto, en lugar de instigar y neutralizar a otros submarinos.
Las siglas SSBN son un código (conocido como hull classification symbol en inglés) que la Armada de los Estados Unidos imprime en los cascos de su flota de submarinos estratégicos. SSBN son unas siglas en inglés que significan Submarine Ship Ballistic Nuclear o Ship Submersible Ballistic Nuclear, que en español significa "buque submarino nuclear con misiles balísticos" pero que se traduce como "submarino estratégico", dando por hecho que es un submarino de propulsión nuclear. En la jerga de la marina estadounidense este tipo de submarinos se conocen como Boomers.
En la Armada Rusa se utilizan las siglas PLARB («ПЛАРБ», Подводная Лодка Атомная с Ракетами Баллистическими, submarino atómico con misiles balísticos) para los submarinos extranjeros de este tipo o los primeros que construyó la Unión Soviética y RPKSN («РПКСН», Ракетный Подводный Крейсер Стратегического Назначения, crucero submarino de misiles estratégicos) para los propios modernos.
En la Marina Nacional francesa los Submarinos estratégicos tienen el código SNLE (Sous-marin Nucléaire Lanceur d'Engins), que significa Submarino Nuclear Lanzamisiles.
Las siglas SSN significan otro tipo de submarino llamado de ataque rápido y la N de nuclear.
Algunas Marinas utilizan dos tripulaciones por submarino para aumentar el tiempo de patrullas.
- En la Marina estadounidense se llaman "equipo azul" y "equipo oro".
- En la Marina Real Británica se llaman port crew y starboard crew.
- En la Marina Francesa se llaman "equipo azul" y "equipo rojo".

## Clases de submarinos estratégicos en activo
- Rusia 

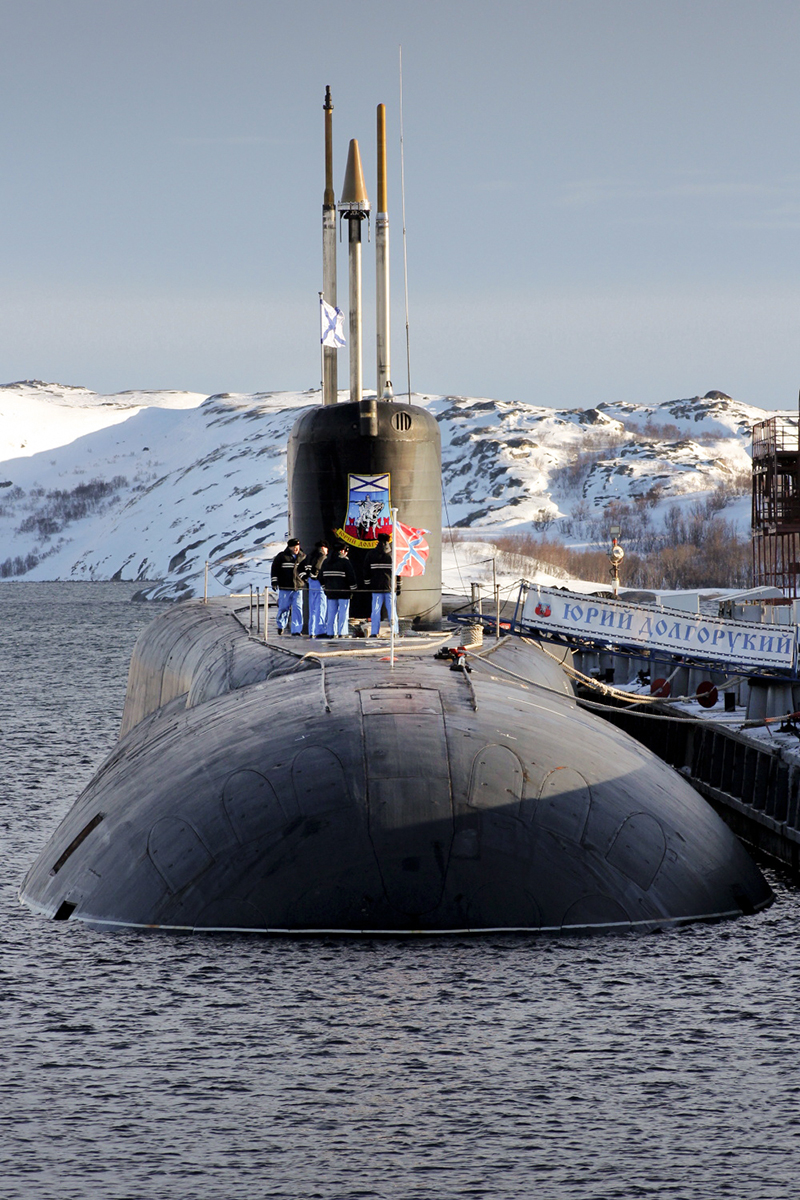
Submarino soviético de misiles balísticos de propulsión nuclear Clase Borey.

  - Submarinos Proyecto 941 Akula (Typhoon)
  - Submarinos Proyecto 667BDR Kalmar (Delta III)
  - Submarinos Proyecto 667BDRM Delfín (Delta IV)
  - Submarinos Proyecto 955 Borey
- China
  - Tipo 092 clase Xia
  - Tipo 094 clase Jin
- Francia
  - Submarinos clase Le Triomphant
- Estados Unidos
  - Submarinos clase Ohio
- Reino Unido 
  - Submarinos clase Vanguard
- Israel (sólo misiles de crucero sin alcance intercontinental)
  - Submarinos Clase Dolphin (Nuclear "Dalila" Misil de crucero, 1500 km de alcance efectivo)

## Clases de submarinos estratégicos en construcción
- Rusia
  - Submarinos Proyecto 955 Borey
- China
  - Tipo 094 clase Jin
- India
  - Clase Arihant
- Estados Unidos
  - Clase Columbia

## Clases de submarinos estratégicos retirados
- Francia
  - Submarinos clase Le Redoutable
- Reino Unido
  - Submarinos clase Resolution
- Estados Unidos
  - Submarinos clase George Washington
  - Submarinos clase Ethan Allen
  - Submarinos clase Lafayette
  - Submarinos clase James Madison
  - Submarinos clase Benjamin Franklin
- Rusia/Unión Soviética
  - Submarinos clase Hotel
  - Proyecto 667 Yankee
  - Submarinos Proyecto 667 A Navaga (Yankee)
  - Submarinos Proyecto 667AM Navaga-M (Yankee II)
  - Submarinos Proyecto 667B Murena (Delta I)
  - Submarinos Proyecto 667BD Murena-M (Delta II)

## Submarinos estratégicos no nucleares (la mayoría retirados)
Entre los submarinos estratégicos no nucleares (de propulsión convencional; SSB en inglés) destacan los submarinos soviéticos clase Golf; China adquirió un submarino Golf modificado en 1966, el cual aparentemente está aún activo.